# Кирк, Ричард (музыкант)
Ричард Гарольд Кирк (англ. Richard Harold Kirk; 21 марта 1956 — 21 сентября 2021) — британский музыкант, один из наиболее влиятельных исполнителей электронной музыки с 1970-х годов.

## Деятельность
Кирк впервые приобрёл известность в 1970-х гг. как сооснователь и участник одной из первых индастриал-групп Cabaret Voltaire. Его первый сольный альбом Disposable Half Truths вышел в 1980 году на лейбле Industrial Records, при этом он совмещал сольную карьеру с участием в «Cabaret Voltaire» до распада группы в 1994 году. В 1990-х гг. он выпустил значительно больше сольного материала.
Ричард работал почти во всех жанрах электронной музыки под столь многими псевдонимами, что сложно представить себе полную картину, охватывающую всё его творчество. Его важнейшие работы в электронной музыке создали ему репутацию одной из самых значительных фигур в техно.

## Псевдонимы
В дополнение к выпуску альбомов под своим именем, Ричард использовал следующие псевдонимы: Al Jabr, Anarchia, Biochemical Dread, Blacworld, Chemical Agent, Citrus, Cold Warrior, Dark Magus, Destructive Impact, Dr. Xavier, Electronic Eye, Extended Family, Frightgod, Future Cop Movies, International Organisation, King Of Kings, Multiple Transmission, Nine Miles Dub, Nitrogen, Orchestra Terrestrial, Outland Assassin, Papadoctrine, Port Au Prince, PSI Punky Dread Allstars, Reflexiv, The Revolutionary Army (Of The Infant Jesus), Robots + Humanoids, Sandoz, Signals Intelligence, The Silent Age, Trafficante, Ubermenschlich, Ubu Rahmen, Wicky Wacky and Vasco de Mento.

## Сотрудничество с группами
- Acid Horse
- Cabaret Voltaire
- Peter Hope And Richard H Kirk
- The Pressure Company
- Sweet Exorcist
- XON

## Дискография
- Disposable Half-Truths (1980, Industrial)
- Time High Fiction (1983, Doublevision)
- Black Jesus Voice (1986, Rough Trade)
- Ugly Spirit (1986, Rough Trade)
- Hoodoo Talk (with Peter Hope) (1988, Wax Trax!)
- Virtual State (1993, Warp)
- The Number of Magic (1995, Warp)
- Knowledge Through Science (1998, Blast First)
- Darkness At Noon (1999, Touch)
- LoopStatic (Amine ß Ring Modulations) (2000, Touch)
- TWAT v4.0: The War Against Terror (2003, Intone)
- Earlier/Later—Unreleased Projects Anthology ’74-’89 (2004, Mute/EMI)
- Richard H. Kirk Meets the Truck Bombers of Suburbia Uptown Vol. 1 (Feat. Pat Riot) (2004, Intone)
- Sonic Reflections (Unreleased Soundtrack Project 1994) (2009, Intone)
- Reality Is Opposite (2011, Intone)[3]
- Anonymized (2011, Intone)

#### Как Sandoz
- Digital Lifeforms (1993, Touch)
- Intensely Radioactive (1994, Touch)
- Every Man Got Dreaming (1995, Touch)
- Dark Continent (1996, Touch)
- God Bless the Conspiracy (1997, Alphaphone)
- In Dub: Chant to Jah (1998, Touch; 2002, Soul Jazz)
- Afrocentris (2001, Intone)
- Live in the Earth: Sandoz in Dub Chapter 2 (2006, Soul Jazz)

#### Как Electronic Eye
- Closed Circuit (1994, Beyond)
- The Idea of Justice (1995, Beyond)
- Neurometrik (2000, Alphaphone)
- Autoshark (2006, Intone)